# Marszałkowska Dzielnica Mieszkaniowa

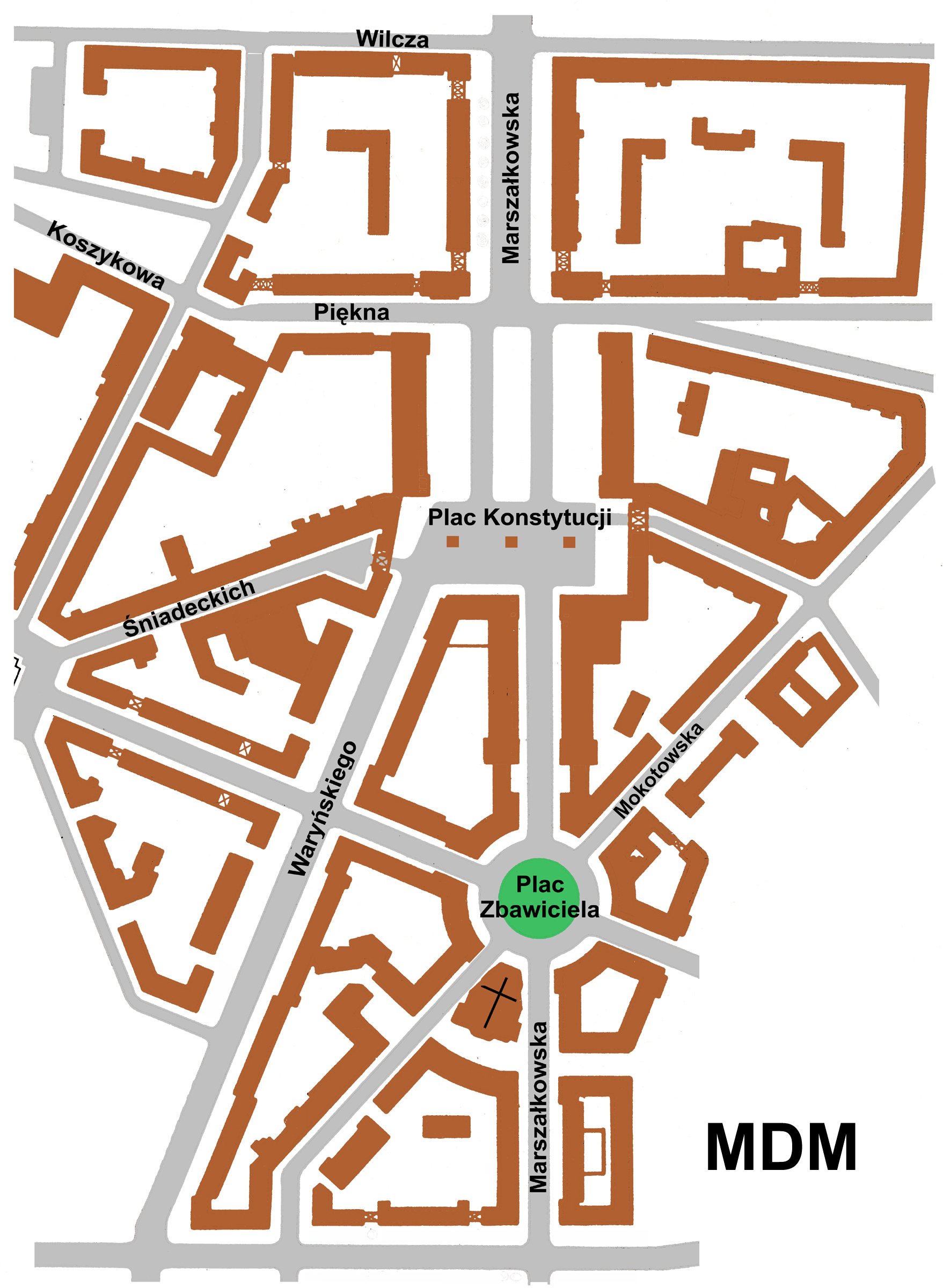
Plan MDM

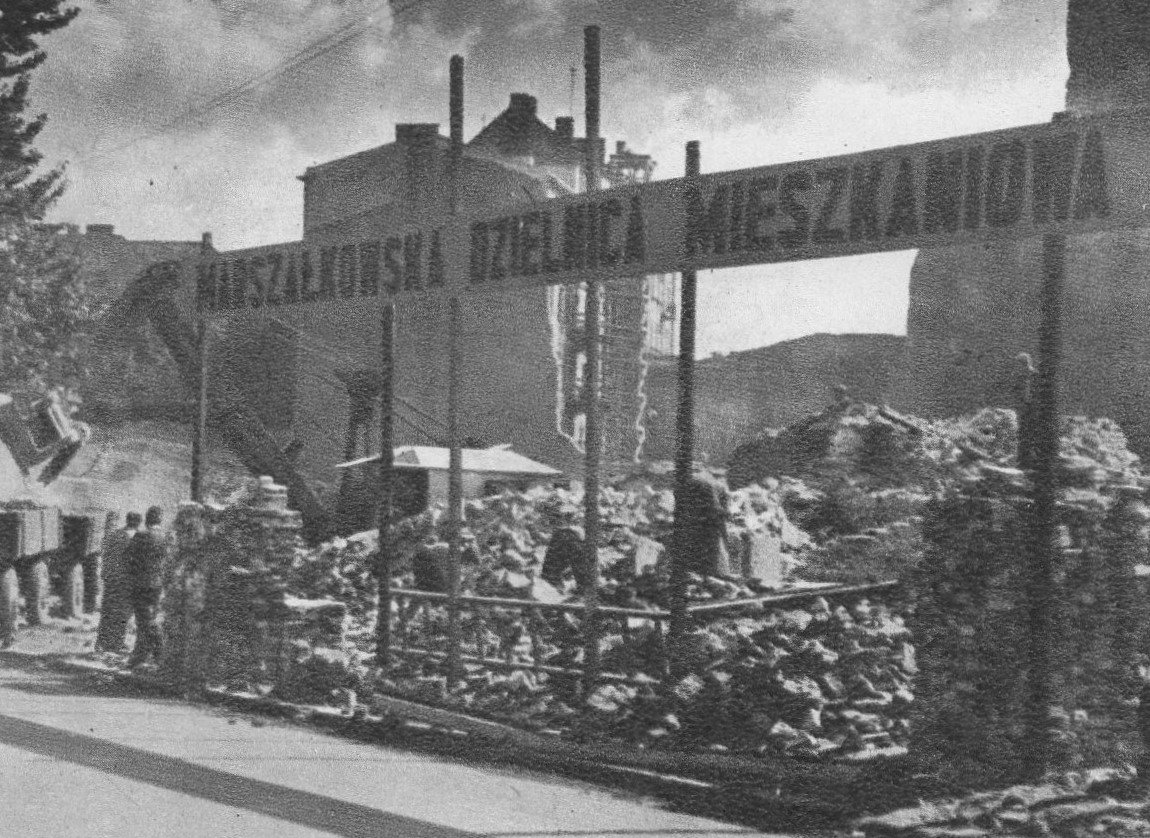
Rozpoczęcie budowy, sierpień 1950

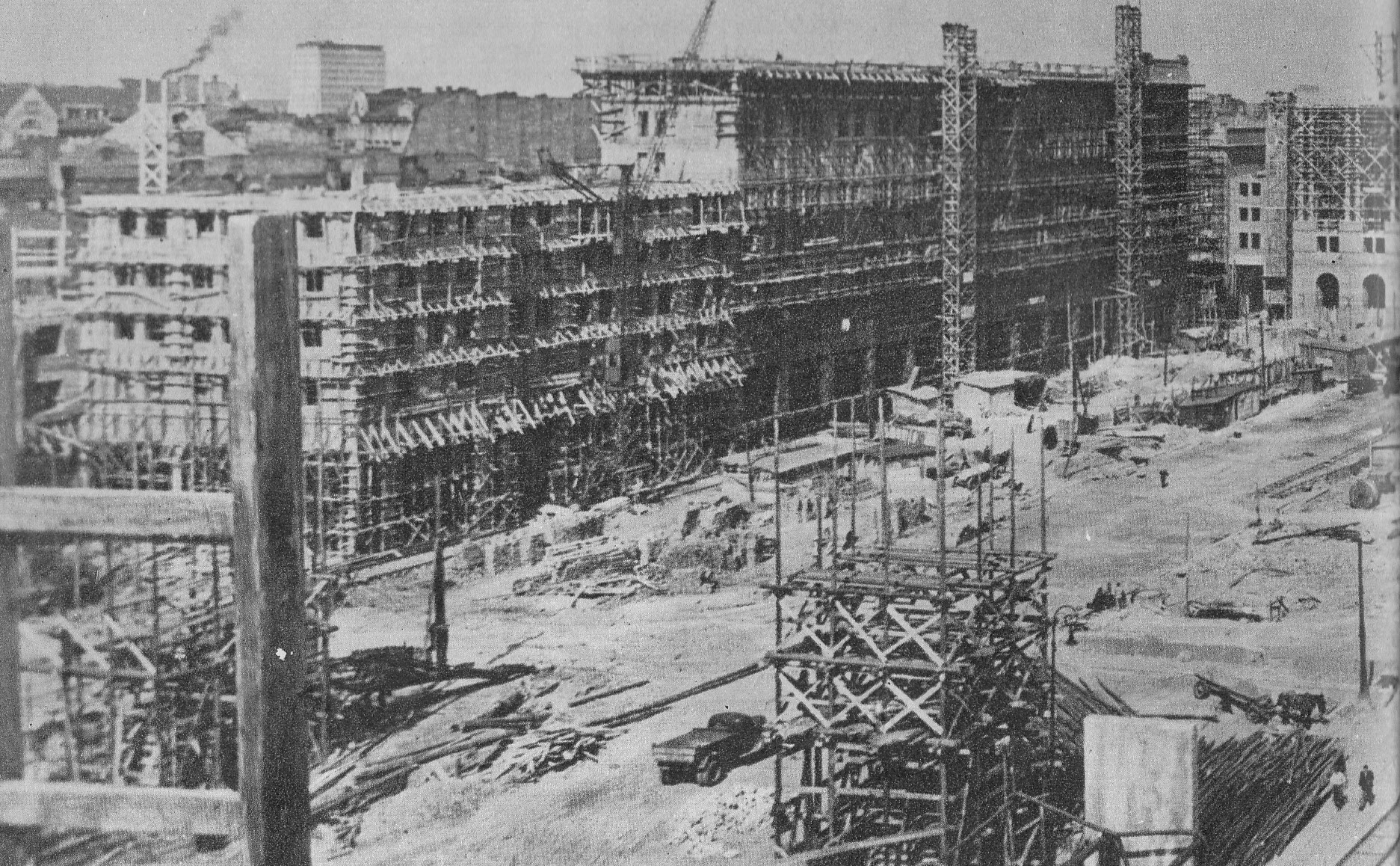
Budowa MDM, kwiecień 1952

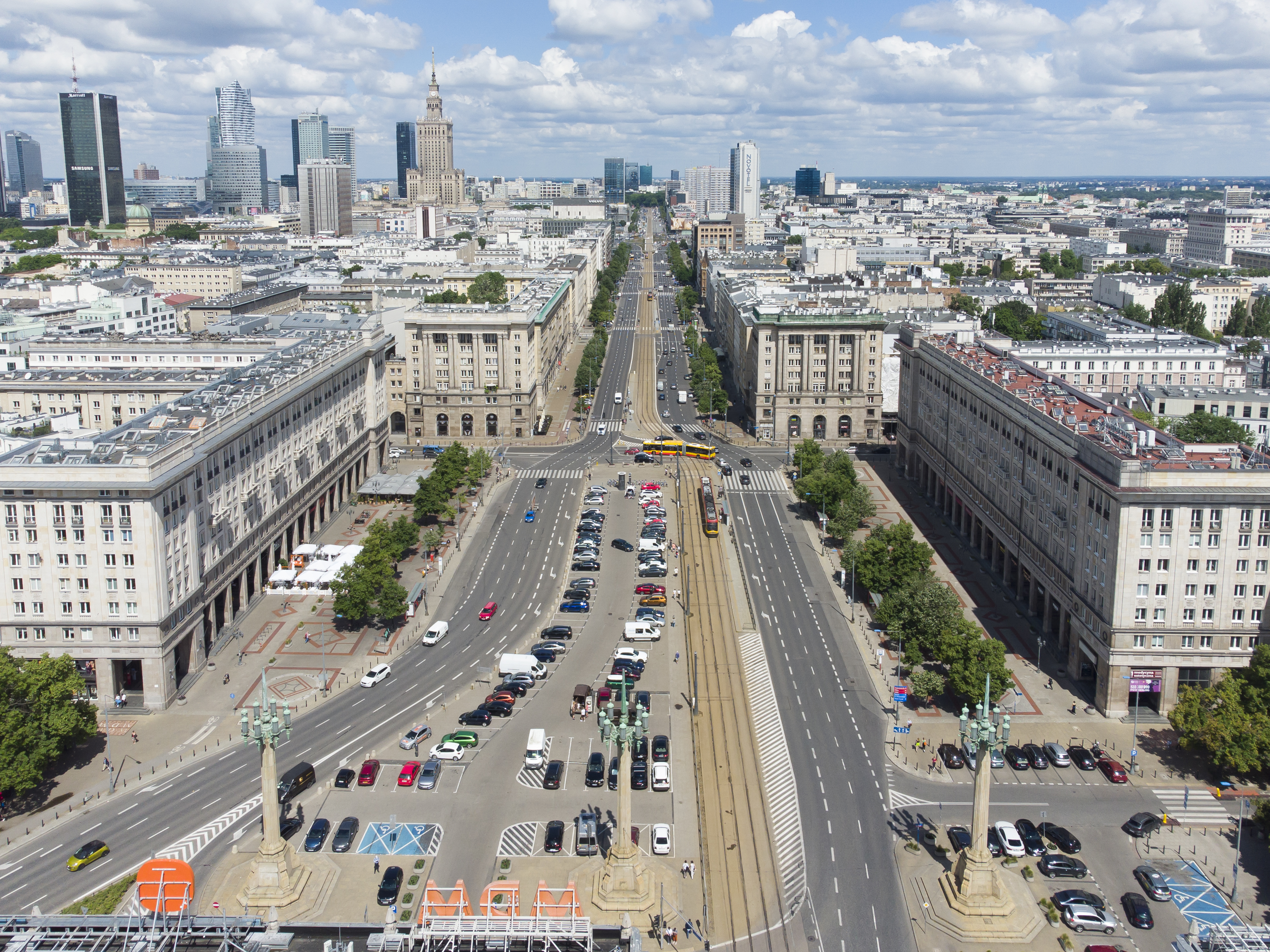
Plac Konstytucji, czerwiec 2022

Marszałkowska Dzielnica Mieszkaniowa (MDM) – socrealistyczny wielki zespół mieszkaniowy w Śródmieściu Warszawy, wzniesiony w latach 1950–1952 według projektu zespołu architektów pod kierunkiem Józefa Sigalina (1950–1951) i Stanisława Jankowskiego (1951–1952). W 2015 wpisany do rejestru zabytków.

## Historia
Gdy w 1949 sukcesem zakończyła się budowa warszawskiej trasy W-Z, władze zamierzały stworzyć w stolicy sztandarową inwestycję w rodzaju moskiewskiej ulicy Gorkiego lub wschodnioberlińskiej Stalinallee. Zdecydowano się poszerzyć ulicę Marszałkowską przez wyburzenie zabudowy po stronie zachodniej na odcinku od ulicy Królewskiej do Koszykowej. Dalszego poszerzania na odcinku między placami Konstytucji i Unii Lubelskiej zaniechano, zachowując przedwojenną szerokość ulicy ze względu na wartość ukształtowania placu Zbawiciela oraz stosunkowo licznie zachowanych kamienic. Twórcy MDM utrzymali tym samym niekorzystną sytuację przestrzenną kościoła Najświętszego Zbawiciela, odsuniętego na prawo od osi ulicy Marszałkowskiej; w jednym z projektów Jan Knothe postulował rozebranie wież świątyni.
Zaniechanie poszerzenia Marszałkowskiej w kierunku południowym zostało zrekompensowane budową nowej ulicy – Waryńskiego. Także na odcinku wąskiej Marszałkowskiej powstały budynki w tym samym stylu aż do ul. Emila Zoli – wśród zachowanych kamienic. Wtedy też wyznaczono przebieg przyszłej Trasy Łazienkowskiej (proj. Józef Sigalin) zachowując rezerwę nazwaną później al. Armii Ludowej.
W rejonie ulic Koszykowej i Pięknej miał powstać plac stanowiący miejsce zakończenia pochodów pierwszomajowych. Ponieważ budowa licznych budynków dla ministerstw i centralnych zarządów spotykała się z niechęcią warszawiaków, nowej inwestycji nadano nazwę Marszałkowskiej Dzielnicy Mieszkaniowej, by podkreślić jej przeznaczenie. Teren objęty projektem rozciągał się wzdłuż ulicy Marszałkowskiej od ulicy Wilczej, do placu Unii Lubelskiej. Projektowanie powierzono doświadczonemu zespołowi projektantów trasy W-Z. Inwestycji nadano rozgłos pod hasłem „lud wejdzie do Śródmieścia”.
Budowa MDM rozpoczęła się 1 sierpnia 1950. Oddano ją do użytku 22 lipca 1952. Pierwsi lokatorzy wprowadzili się do mieszkań w budynku 6B znacznie wcześniej, 21 lipca 1951, tj. po 9 miesiącach budowy.
Do MDM zalicza się też MDM III, czyli osiedle Latawiec wybudowane w latach 1953–1955 projektu Eleonory Sekreckiej.

## Zespół projektowy
Autorzy – laureaci Państwowych Nagród Artystycznych I stopnia 1950 i 1952 r.:
- Stanisław Jankowski
- Jan Knothe
- Józef Sigalin
- Zygmunt Stępiński

Współpracownicy: Janusz Błażejowski, Irena Brygiewicz, Tadeusz Brygiewicz, Józef Bubicz, Lucyna Burdyńska, Leon Dębnicki, Jan Gosk, Jan Laube, Arnold Majorek, Aleksander Markiewicz, Lech Rogowski, Eleonora Sekrecka, Jerzy Stanisławski, Janina Szulecka, Tadeusz Szulecki, Pinkus Teitelbaum, Kazimierz Tor, Lech Załęski.

## Koncepcja urbanistyczna
W miejscu, w którym miał powstać plac nazwany w 1952 placem Konstytucji, zbiegało się wiele ulic przecinających się pod różnymi kątami. Zamiast stworzyć węzeł komunikacyjny, zdecydowano się poukrywać ulice, i tak ulicę Śniadeckich i wschodni odcinek Koszykowej wpuszczono na plac pod prześwitami, zachodni odcinek Koszykowej połączono ze wschodnim odcinkiem Pięknej, a zachodni odcinek Pięknej utknął ślepo w podwórku.
W widoku w stronę północną plac zachowywał zwierciadlaną symetrię, w widoku w stronę południową wlot ul. Waryńskiego psuł symetrię i dlatego wzniesiono trzy kandelabry, które miały porządkować układ placu.
W skład Marszałkowskiej Dzielnicy Mieszkaniowej wszedł też plac Zbawiciela. Miał zostać przebudowany na regularny zespół o jednolitej klasycystycznej architekturze. Przedsięwzięcie zrealizowano tylko we fragmentach.

## Koncepcja architektoniczna
Obowiązujący w architekturze od 1949 realizm socjalistyczny wymagał monumentalnej skali budowli i ich obfitego wystroju. W parterach budynków zaprojektowano szerokie podcienia oraz lokale usługowe o często nadmiernej wysokości. Rozmieszczono dziesiątki rzeźb i płaskorzeźb przedstawiających przedstawicieli przodującej klasy robotniczej. Ściany obłożono płytami piaskowca i polerowanego granitu. Budynki zwieńczono potężnymi gzymsami i attykami.
Projektanci dość swobodnie potraktowali wystrój architektoniczny budynków. Nie zastosowali form architektury klasycystycznej, lecz ich daleko idące transpozycje. Mimo pośpiechu budowy i prymitywnych warunków uzyskali dobrą jakość robót wykończeniowych.
Projektując budynki MDM przy placu Konstytucji ich twórcy nawiązali do architektury kamienicy Krasińskich (Heurichowskiej) na placu Małachowskiego.

### Wpis do rejestru zabytków
W latach 2015–2017 Marszałkowska Dzielnica Mieszkaniowa była trzykrotnie wpisywana do rejestru zabytków.
- W kwietniu 2015 ochroną objęto 70 budynków (w tym także obiekty poza MDM m.in. skwer batalionu „Ruczaj” oraz kompleks Ambasady Rumunii)[11]. W uzasadnieniu wojewódzki konserwator zabytków napisał, że MDM stanowi znaczące świadectwo minionej epoki, które istnieje do dzisiejszego dnia w niemal niezmienionej formie (...) Posiada wartość historyczną (jako w pełni autentyczny dokument epoki komunizmu), artystyczną (jako reprezentatywna, wielkoprzestrzenna realizacja architektury i urbanistyki socrealistycznej, zależnej od wzorców radzieckich) oraz naukową (jako autentyczny przedmiot badań). Jego decyzję uchyliło Ministerstwo Kultury i Dziedzictwa Narodowego, do którego wpłynęły odwołania wspólnot mieszkaniowych działających na terenie MDM. Ministerstwo zwróciło m.in. uwagę na niejasne kryteria wyznaczenia granic chronionego obszaru[10].
- Po raz drugi MDM został wpisany do rejestru zabytków w lutym 2016. Decyzję ponownie uchyliło Ministerstwo Kultury i Dziedzictwa Narodowego, którego wątpliwości wzbudziły z kolei przyjęty zakres ochrony oraz błędy w adresach budynków[10].
- W marcu 2017 wojewódzki konserwator zabytków po raz trzeci wpisał MDM do rejestru zabytków[12]. Ochroną zostało objętych 66 budynków[10].

## Inne informacje
- Granit wykorzystany na fasadach budynków przy placu Konstytucji pochodzi ze zbiorów nazistowskich Niemiec i został odebrany przez władze Polski Ludowej celem przeznaczenia na odbudowę zniszczonej Warszawy zamiast na planowane pomniki zwycięstwa III Rzeszy[13].
- Podczas planowania warszawskiego metra w latach 80. XX w. w centralnym punkcie placu Konstytucji miała powstać stacja Plac Konstytucji. Z powodu braku funduszy stacja została wykreślona z planów w 1989 r. (wraz z planowaną stacją Muranów).
- Budynek przy ul. Koszykowej 34/50 zwieńczony jest dekoracją rzeźbiarską – są to alegorie Muzyki, Sztuk Pięknych i Teatru[14].
- Marszałkowską Dzielnicę Mieszkaniową opiewa pieśń masowa „MDM” z roku 1953 z tekstem autorstwa Heleny Kołaczkowskiej oraz muzyką Edwarda Olearczyka.
- Socrealistyczne osiedle mieszkaniowe Praga II zaprojektowane przez Jerzego Gieysztora i Jerzego Kumelowskiego na warszawskiej Pradze-Północ bywa określane jako „praski MDM”[15].

## Ważniejsze obiekty
- Hotel MDM

## Galeria

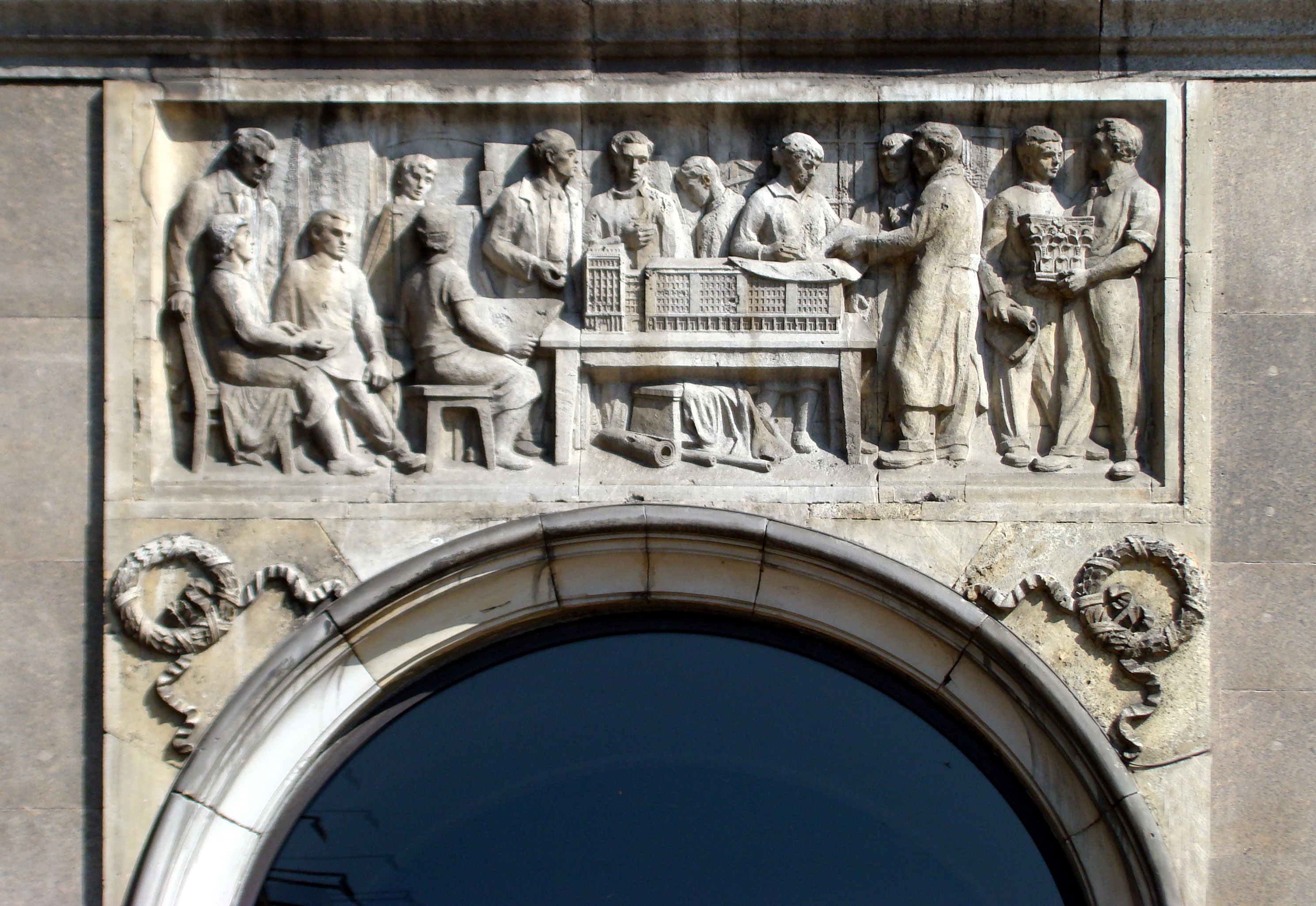
Płaskorzeźba – „Narada architektów II”. 1952, Adam Smolana
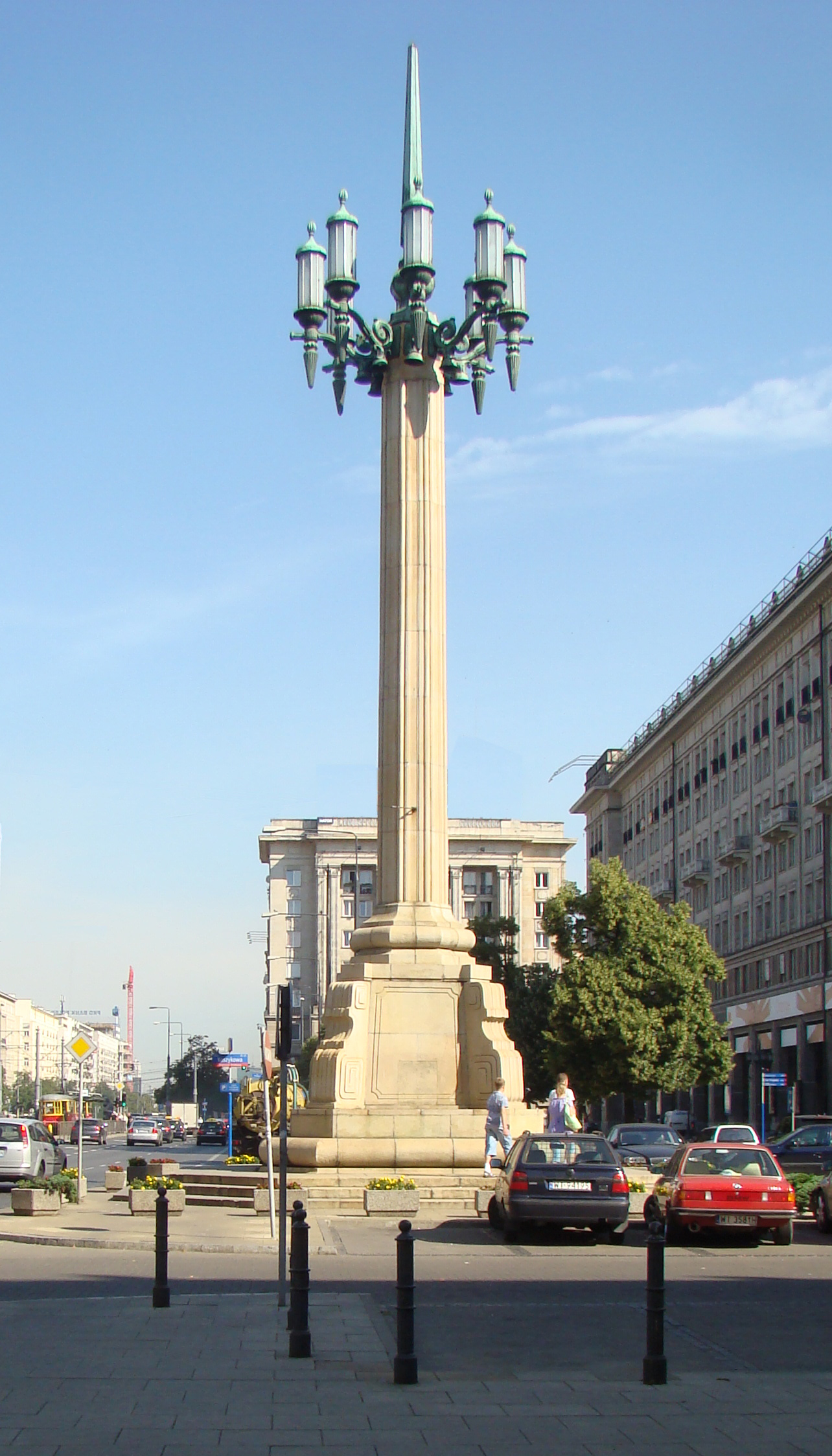
Kandelabr
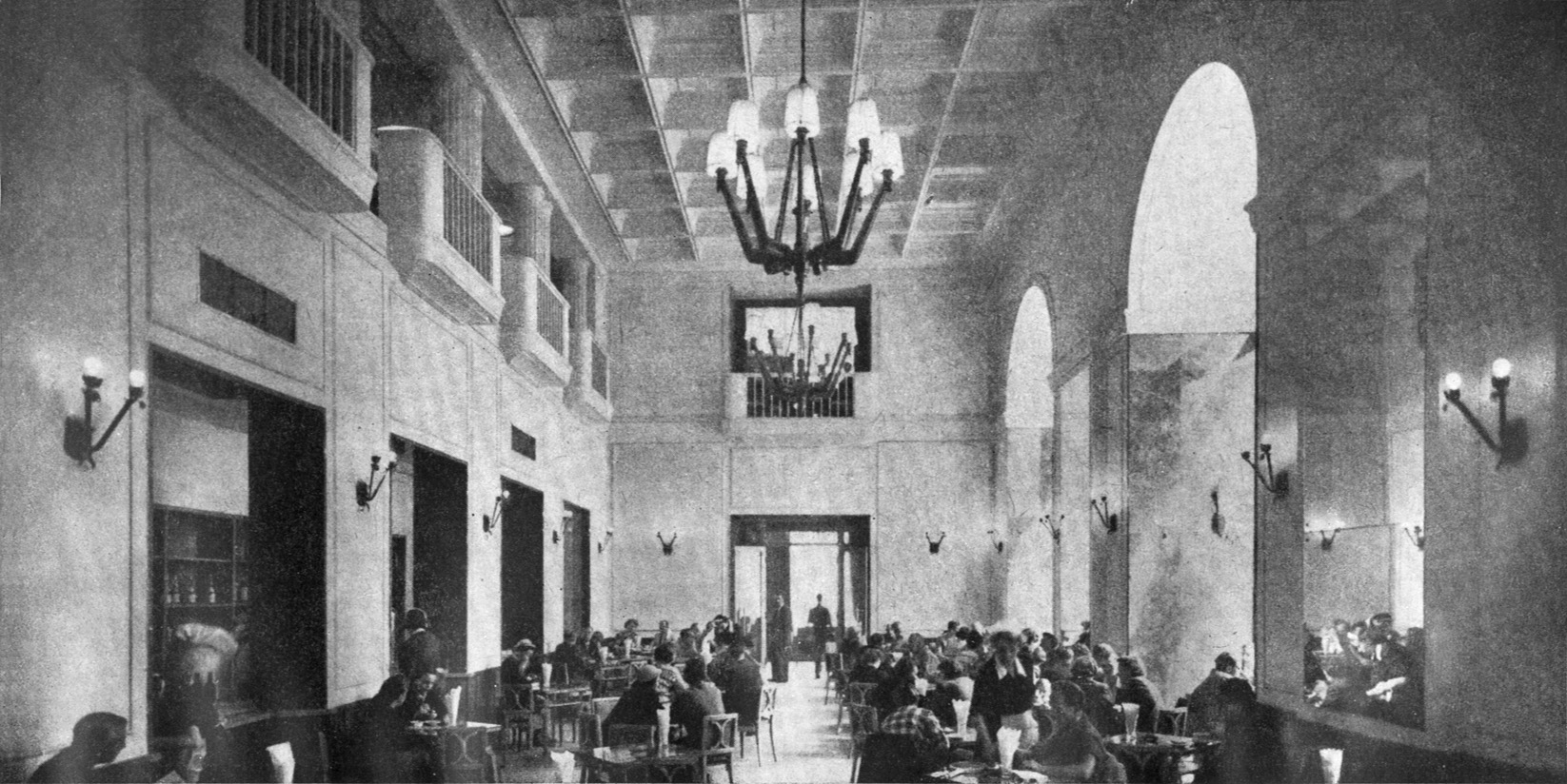
Cukiernia na rogu pl. Konstytucji i ul. Marszałkowskiej 1952
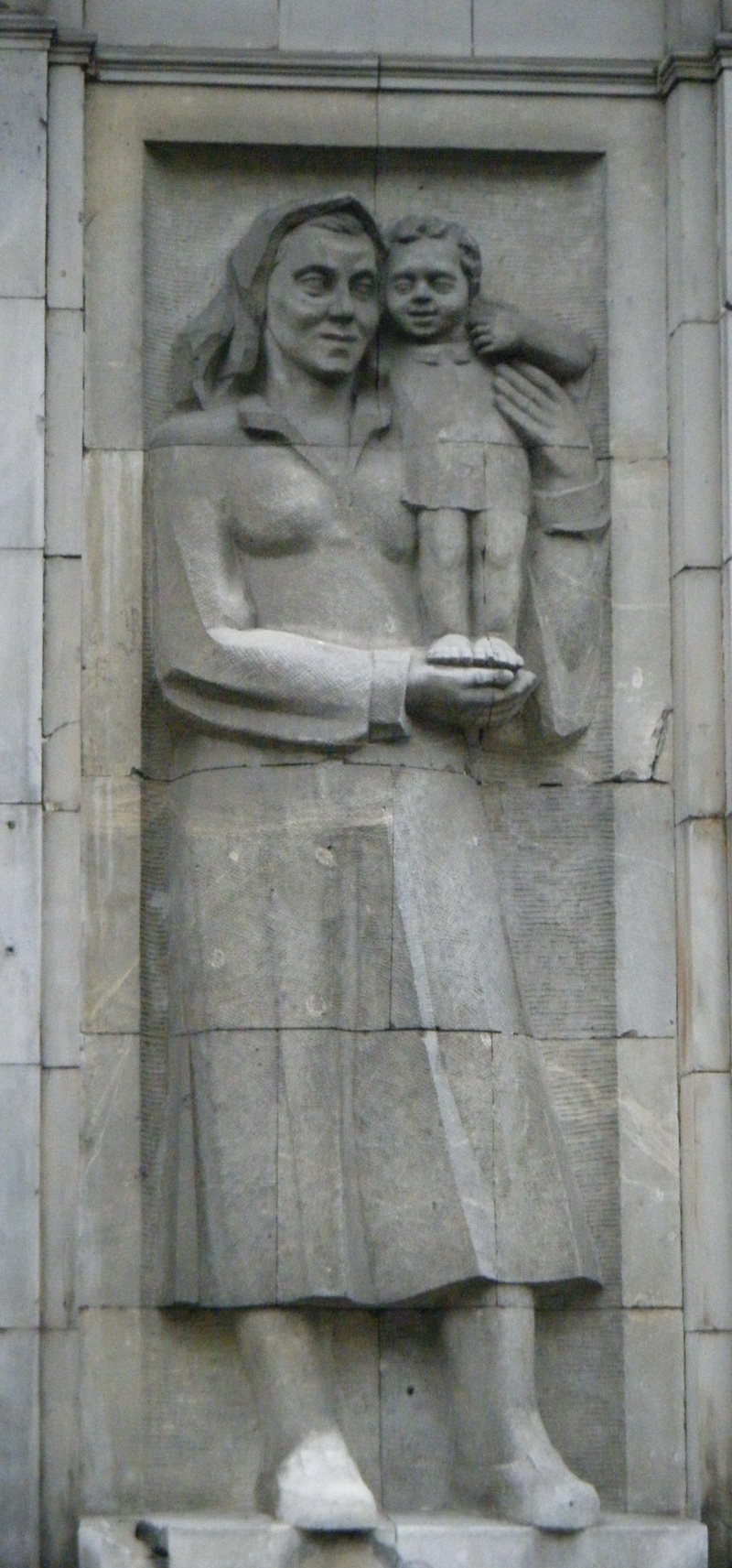
Macierzyństwo przy ul. Marszałkowskiej (proj. K. Tchorek)
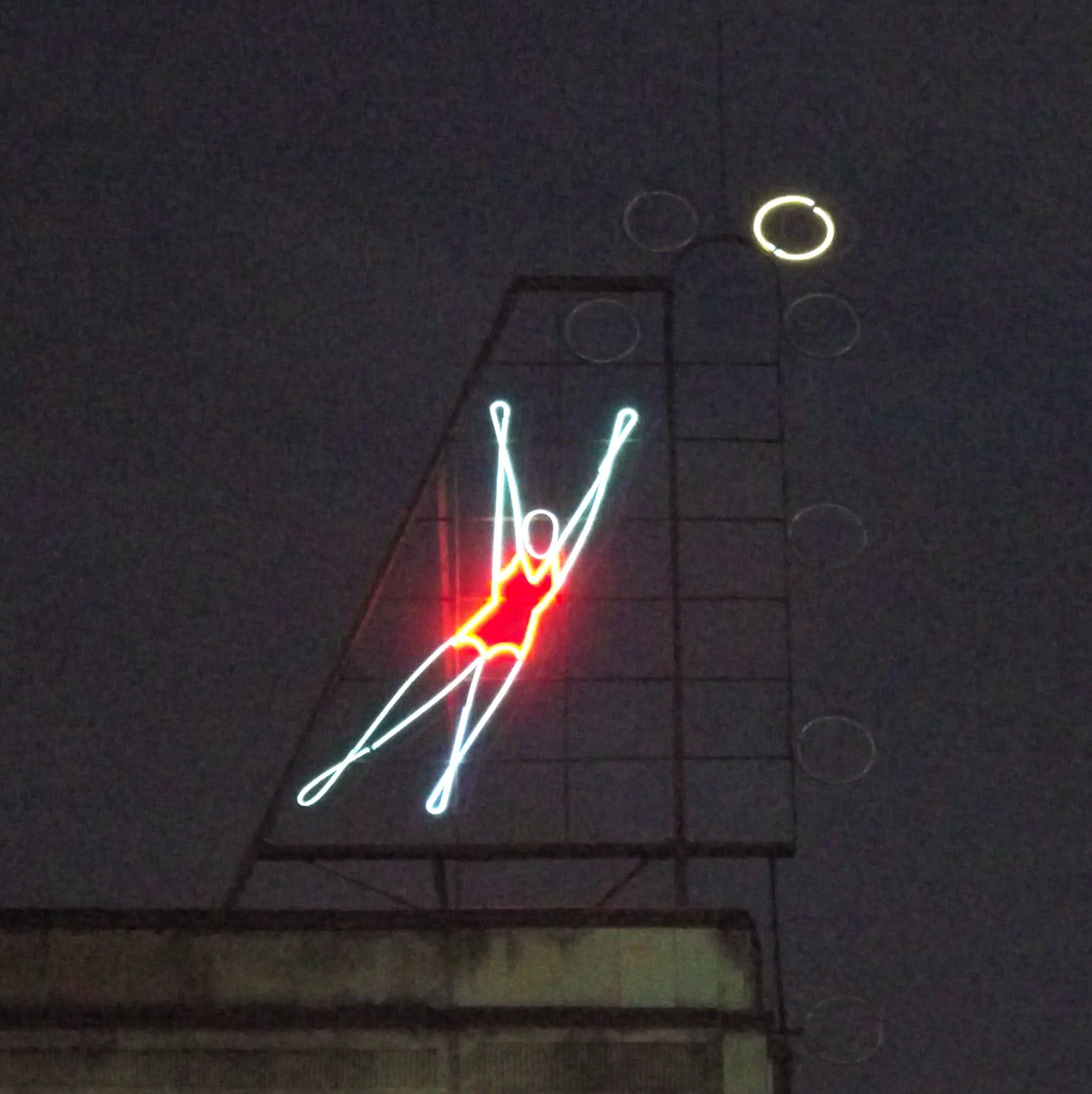
Siatkarka, neon z przełomu lat 50. i 60. XX w., pl. Konstytucji 5 róg ul. Koszykowej
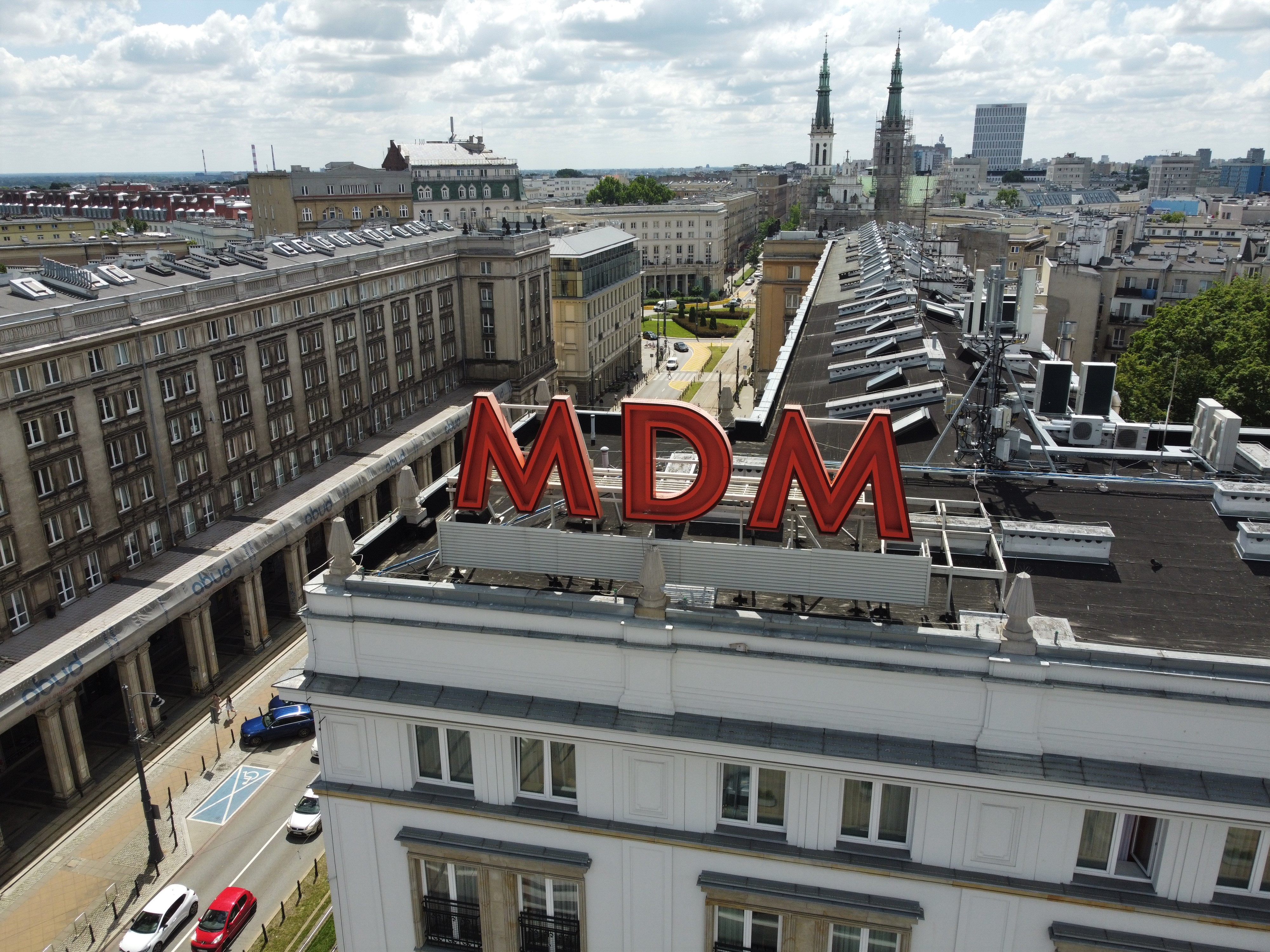
Logo-neon na hotelu MDM